# Jay Ward
Pour les articles homonymes, voir Jay Ward (homonymie) et Ward.
J. Troplong "Jay" Ward (20 septembre 1920 – 12 octobre 1989) était un créateur et producteur américain de dessins animés télévisés.

## Biographie
Jay Ward a produit des séries télévisées d'animation basées sur des personnages tels que Rocky et Bullwinkle ou Georges de la jungle.
Jay Ward décède des suites d'un cancer du rein à l'âge de 69 ans.
Matt Groening a inséré une initiale médiane « J » à bon nombre de ses personnages en hommage à Jay Ward.